# سید ابوالحسن حافظیان

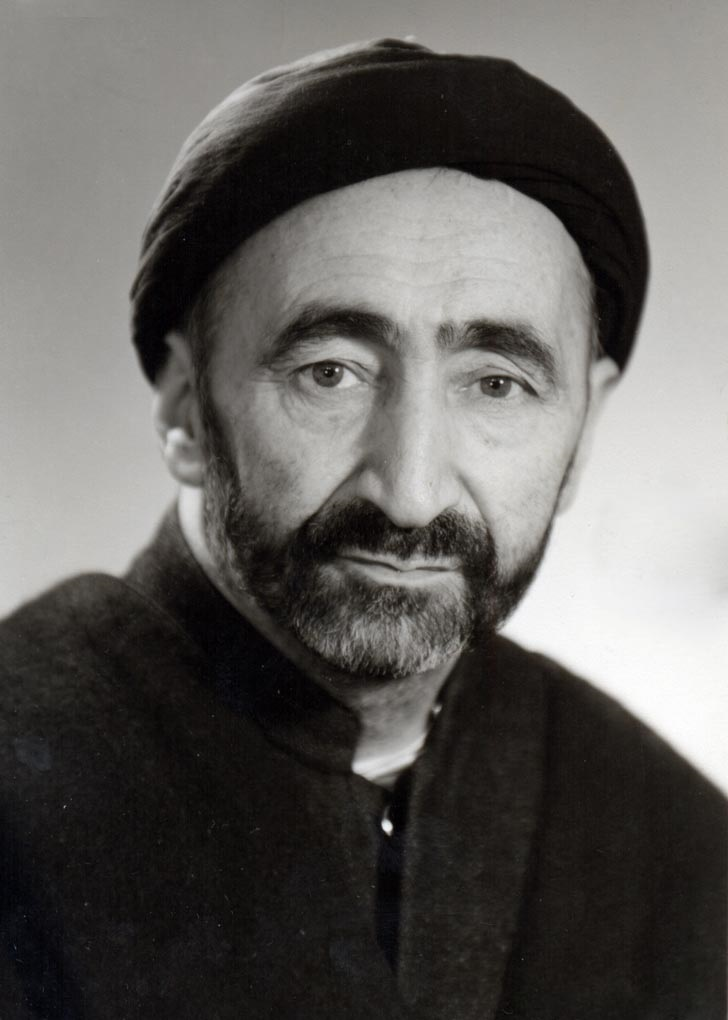
پرتره‌ای از سید ابوالحسن حافظیان، ۱۹۷۲م.

سید ابوالحسن حافظیان (زاده ۱۲۸۲در مشهد - درگذشته ۲۳ اردیبهشت ۱۳۶۰ در مشهد) از نویسندگان و عرفای معاصر  شیعه بود.
وی از کودکی توسط پدرش که او نیز به عرفان علاقمند بود در دروس حسنعلی نخودکی اصفهانی (از عرفای معاصر شیعه و مقیم مشهد) حاضر شد. سید موسی زرآبادی و سید مظهر حسین هندی از دیگران استادان وی بودند. سال‌ها در یکی از حجره‌های فوقانی صحن عتیق رضوی (صحن انقلاب)- حجره‌های رو به قبله، در سمت شمال شرقی- به عبادت و ریاضت اشتغال داشت.
او به دلیل بیماری فصول سرد سال را به هند عزیمت می‌نمود که حاصل آن ترویج و گسترش اسلام در آن سامان و از جمله کشمیر بود. قمر غفار ریاست دانشگاه زبان و ادب فارسی دهلی نو معتقد است که حافظیان در کنار میر سید علی همدانی نقش مؤثری در گسترش اسلام در کشمیر داشته‌است. وی لوح محفوظ را در تپه «صوفی پوره» واقع در دامنه کوه ترال کشمیر، استخراج کرد.
وی در هند با دختری ایرانی که پدرش استاد دانشگاه بود (پروفسور میرزا علی‌نقی شریفی از استادان دانشگاه بمبئی و از نوادگان میر سید علی همدانی) ازدواج کرده و پس از سقوط رضاخان به ایران بازگشت.
عزیزالله عطاردی در کتاب «فرهنگ خراسان» بخش طوس در شرح حال او نوشته‌است:
او پس از تحصیلات و فراگیری علوم متعارف و کسب فیوضات معنوی از محضر استادان از جمله مرحوم نخودکی و سیدموسی زرآبادی، عازم هندوستان شد و در آن کشور پهناور مقیم گردید او در هندوستان به محافل و مجالس اهل علم و ادب و عرفان نزدیک شد و در اکثر شهرها و ولایات هندوستان به تحقیق و تفحص پرداخت و با طبقات گوناگون آشنا شد حافظیان پس از مدتی اقامت در هند یکی از شخصیت‌های بزرگ مسلمان در آن کشور گردید و در همه شهرها و ولایات مشهور شد.
سید موسی زرآبادی از جمله استادان او در علوم غریبه بود. خود حافظیان بعدها به یکی از استادان مسلم علوم غریبه تبدیل شد.
از جمله اقدامات وی در این سال بازسازی ضریح حرم علی بن موسی الرضا و نصب ضریح جدید در نیمه شعبان ۱۳۷۹ هجری قمری نصب نمود.
محمدرضا حکیمی دربارهٔ وی می‌گوید:
مرحوم حافظیان، در «هردوار» در آب گنگا غسل کرد، در بت خانه، پشت به بت و رو به قبله نماز خواند و بعد از نماز به صدای بلند و لحن عربی، قرآن قرائت کرد، مرتاضین زیادی استماع کرده و متأثر شدند.
محمدرضا حکیمی معتقد است که وی پیرو مکتب تفکیک بوده و به «سلوک شرعی» اعتقاد داشت، و از «سلوک صناعی» به دور بود.
مراسم بزرگداشت وی ۱۰ خرداد ۱۳۸۹ در دانشگاه کشمیر برگزار گردید. همچنین بزرگداشت وی در سرای اهل قلم در مرداد ۱۳۹۰ برگزار گردید و از کتاب ارجنامه وی رونمایی شد.
وی در رواق دارالسرور (یکی از رواقهای حرم علی بن موسی الرضا) مدفون است.